# Downov sindrom
Za rumeno (mongolidno) raso glej Rumena (mongolidna) rasa.
Downov sindrom ali trisomija 21 je kromosomska motnja, ki jo povzroči dodatni 21. kromosom. Upočasnjeni razvoj je posledica kromosomske nepravilnosti; 21. kromosomu je namreč dodan še eden (gre za trisomijo 21. kromosoma). V 95 % primerov je vzrok trisomije 21 nepravilen potek mejoze. 95 % primerov Downovega sindroma je posledica trisomije 21, 5 % pa posledica Robertsonove translokacije. Bolezen je poimenovana po britanskem zdravniku z imenom John Langdon Down, ki je leta 1866 ta sindrom prvi opisal. Trisomijo 21 so ugotovili leta 1959. Z Downovim sindromom in drugimi motnjami v duševnem razvoju se ukvarjajo specialni in rehabilitacijski pedagogi (po starem defektologi).
Ljudje z Downovim sindromom imajo običajno motnje v duševnem razvoju, ni pa nujno – lahko so normalno inteligentni. Imajo značilne obrazne poteze, hipotonično muskulaturo, hiperfleksibilne sklepe, občutljivo kožo, redke lase in velik jezik. Značilna je 'opičja brazda' – na roki imajo namesto dveh samo eno prečno brazdo. Pri Downovem sindromu so pogosta srčna obolenja, dihalne motnje, imunske, hormonalne in encimske motnje. 

## Znaki
- sploščena lobanja
- kratek nos, prsti
- epikantus (navpična očesna guba) – daje značilni videz oči
- velik presledek med palcem in ostalimi prsti na nogi
- ena prečna brazda na roki namesto dveh
- hipertelorizem (širši razmik med očmi)
- hipotonija - nizek mišični tonus

## Pojavnost
Pojavnost bolezni je med 1/800 in 1/1000 porodov. Pojavlja se pri vseh rasah. Verjetnost, da bo otrok imel downov sindrom, znatno narašča s starostjo nosečnice. Pri nosečnicah, starih 25 let, je verjetnost okoli 1/1250; pri nosečnicah, starih 30 let,  je verjetnost okoli 1 /1000; pri nosečnicah, starih 35 let,  je verjetnost okoli 1 /400; pri nosečnicah, starih 40 let,  je verjetnost okoli 1 /100; pri nosečnicah, starih 45 let,  je verjetnost okoli 1 /30.  
Za pogostejše nerazdvajanje 21. kromosoma v oogenezi starejših žensk je možnih več vzrokov: staranje primarnih oocit ali postopno zmanjševanje izločanja spolnih hormonov, ki regulirajo oogenezo.

## Genetika
Downov sindrom je genetska motnja, ki nastane zaradi dodatne kopije genetskega materiala na 21. kromosomu, lahko v celoti (trisomija 21) ali delno (translokacija). Običajen človeški kariotip je 46XX (ženska) oziroma 46XY (moški).
Trisomija 21

(47,XX,+21) oz. (47,XY,+21). Nastane z nerazdvajanjem v mejozi. Tako ima gameta zaradi nerazdvajanja dodatno kopijo 21. kromosoma; gameta ima torej 24 kromosomov namesto 23. Ko se združi z normalno gameto drugega starša, nastane embrio s 47 kromosomi namesto s 46, ima namreč tri kopije 21. kromosoma. 
Mozaicizem

Trisomija 21 po navadi nastane z nerazdvajanjem v gametah pred spočetjem. Vse celice v telesu so prizadete. Če pa so nekatere celice v telesu normalne, druge pa imajo trisomijo 21, govorimo o mozaičnem Downovem sindromu (46,XX/47,XX,+21). Mozaicizem je redek (1–2 %).
Robertsonova translokacija

Robertsonova translokacija je poseben tip kromosomske nenormalnosti. Povzročita jo dva individualna kromosoma, ki se združita in tvorita nov združen kromosom, ki ga imenujemo translokacija. Samo določeni kromosomi lahko tvorijo Robertsonovo translokacijo – to so 13., 14., 15., 21. in 22. Če je  v tvorbo translokacije vpleten 21. kromosom, lahko to povzroči Downov sindrom.
Duplikacija dela 21.kromosoma

## Smehljanje pri dojenčkih z Downovim sindromom
Dojenčki (v raziskavi stari 3 do 13 mesecev) se ne glede na pojavnost trisomije pogosteje smehljajo v spontani interakciji z materjo kot pa v situaciji, ko imajo matere nepremičen obraz in se ne odzivajo otroku. Poleg tega otroci začenjajo sekvence smehljanja bolj pogosto, kot si mislimo. To kaže na podobnosti v emocionalnih interakcijah pri otrocih z Downovim sindromom in brez njega, torej so nekateri vidiki odnosa med materjo in otrokom univerzalni. Vendar pa se razlike v pojavnosti nasmeha med otroci s sindromom in tistimi brez njega večajo po starosti šestih mesecev, ko se dojenčki brez sindroma pogosteje smehljajo.